# Rikken Minseitō
Pour les articles homonymes, voir Parti démocrate constitutionnel.

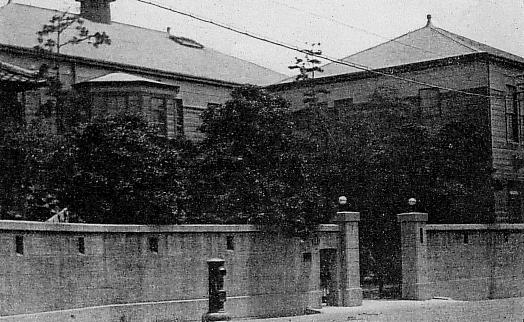
Siège social du Rikken Minseito dans les années 1930.

Le Rikken Minseitō (Parti démocratique constitutionnel) (立憲民政党, Rikken Minseitō) est l'un des principaux partis politiques du Japon d'avant-guerre, aussi appelé simplement Minseito.
Le Minseitō fut fondé en juillet 1927, par le premier ministre Osachi Hamaguchi. L'événement qui précipita la création d'un parti plus conservateur au Japon (en relation avec le Rikken Seiyūkai) fut le krach du marché boursier de New York en 1929. Les deux politiques majeures du parti visaient à rétablir l'économie stagnante. D'abord, les prix seraient baissés de force et les exportations encouragées en serrant la masse monétaire et en restreignant les dépenses du gouvernement (c'est-à-dire un retranchement). En second lieu, le commerce international et l'investissement seraient stabilisés par le renvoi à un taux de change fixe.
Lors de l'élection de 1928, le Minseitō a remporté 216 des 464 sièges dans la Chambre de la Diète du Japon, devenant de ce fait le parti unique le plus important. Hamaguchi est devenu premier ministre du Japon en 1929, et pendant l'élection de 1930, le parti est passé à 273 sièges, obtenant ainsi la majorité absolue. Pendant son mandat, il a préconisé la contrainte fiscale, une politique extérieure conciliante, et a ratifié le traité naval de Londres de 1930. Hamaguchi fut victime d'une tentative d'assassinat le 14 novembre 1930 quand Sagoya Tomeo, un membre de la société secrète ultranationaliste Aikokusha, lui tira dessus à la gare de Tokyo. Hamaguchi fut hospitalisé pendant plusieurs mois, mais il lutta contre sa faiblesse physique pour remporter les élections de février 1931. Il retourna à son poste en mars 1931 mais démissionna un mois plus tard (il décéda en août 1931) et fut remplacé par Reijirō Wakatsuki. Après le retrait de Hamaguchi, le deuxième Président du parti Kijūrō Shidehara n'a pas réussi à maintenir le parti au pouvoir.
Le successeur de Hamaguchi, le premier ministre Reijirō Wakatsuki n'a pas pu contrôler les militaires et empêcher l'incident de Mukden, et son gouvernement s'effondra en 1931.
Le Minseitō a perdu sa majorité à la Diète aux élections de 1932. Il ne pouvait espérer récupérer sa majorité dans les élections de 1936 et de 1937 sans adopter une position pro-militaire.
Le 15 août 1940, le Minseitō vota pour se fondre dans l'Association de Soutien à l'Autorité Impériale de Fumimaro Konoe qui essayait de créer un état à parti unique.
Le 2 octobre 2017, la création du Parti démocrate constitutionnel est annoncée à la suite d'une scission du parti démocrate progressiste
par Yukio Edano.